# Визингер-Флориан, Ольга
Ольга Визингер-Флориан (1 ноября 1844, Вена — 27 февраля 1926, Графенег) — австрийская художница, представительница импрессионизма. Главным образом писала пейзажи и натюрморты.

## Биография
Ольга Флориан родилась 1 ноября 1844 года в Вене, родители — Франц и Минна Флориан. С детства проявила способности к музыке, брала уроки у Юлиуса Эпштейна и надеялась стать концертирующей пианисткой. Однако в 1874 году она была вынуждена прекратить музыкальную карьеру вследствие заболевания, ограничивающего подвижность рук. В том же году она вышла замуж за аптекаря Франца Визингера, в 1875 году родила сына Оскара. Франц Визингер умер в 1890 году.
В конце 1870-х годов начала учиться живописи. С 1880 года была ученицей известного в то время художника Эмиля Якоба Шиндлера, её соучениками были Карл Молль и Мари Эгнер. После 1881 года Ольга Визингер регулярно выставлялась, сначала на выставках, проходивших на квартире Шиндлера, затем — на выставках Венского Сецессиона. Приняв участие во Всемирных выставках, прошедших в Париже и Чикаго, она получила международную известность.
Ранние работы Визингер-Флориан описываются как «импрессионизм настроения». Они были ещё выполнены под влиянием стиля Шиндлера. После 1884 года она отошла от этого стиля, и её картины становятся более реалистичными, а цвета более яркими, напоминающими экспрессионизм.

## Галерея

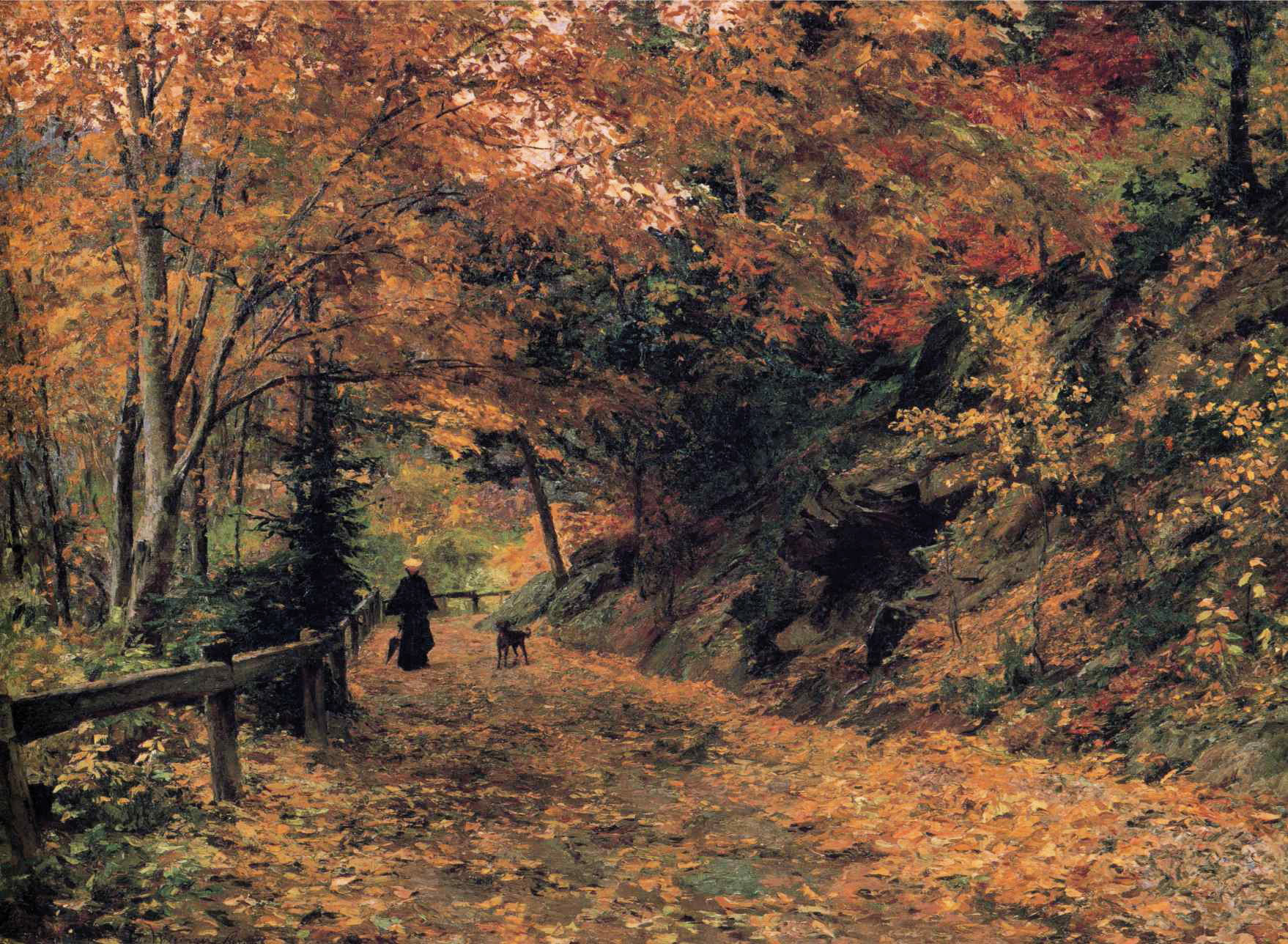
Листопад (1899), Галерея Бельведер, Вена
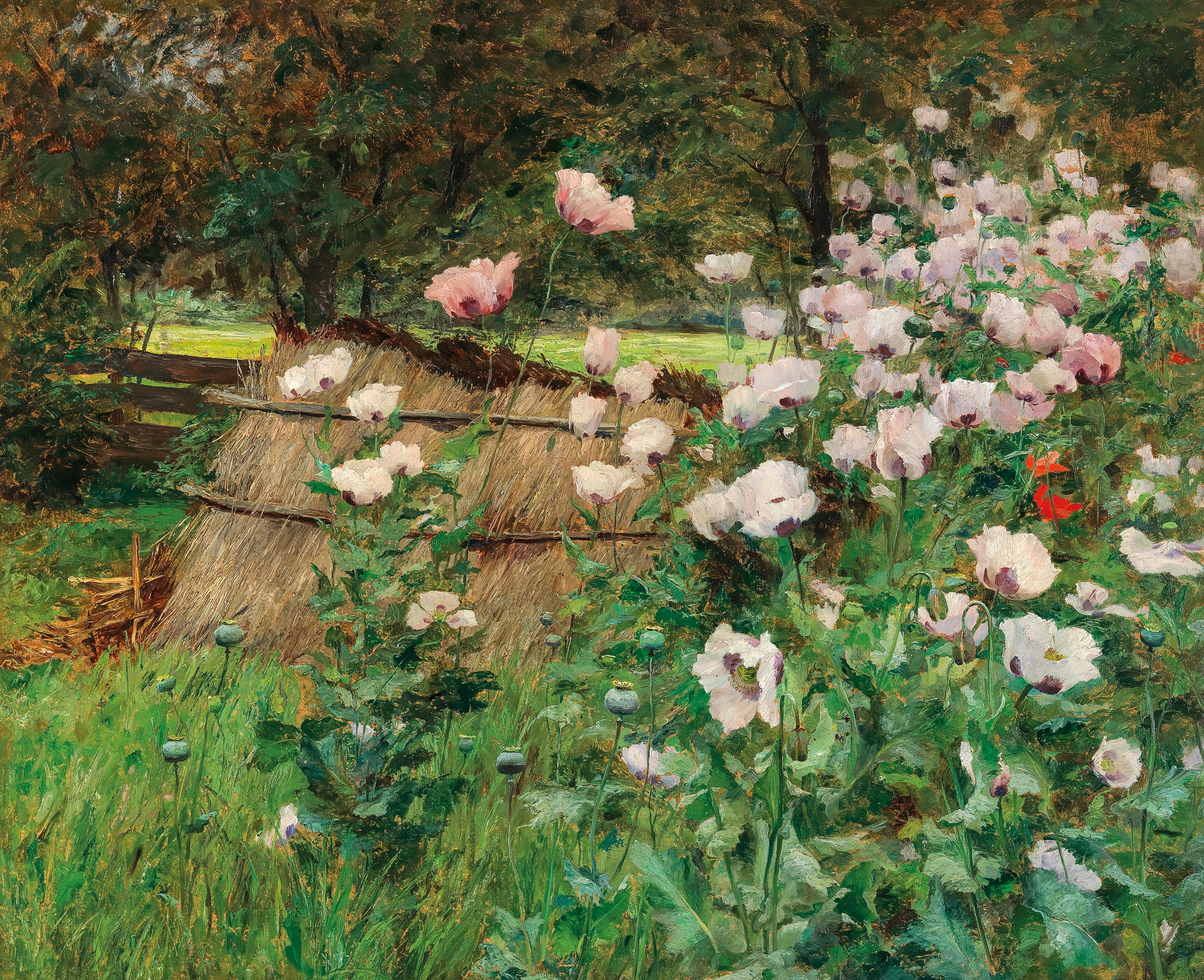
В крестьянском саду
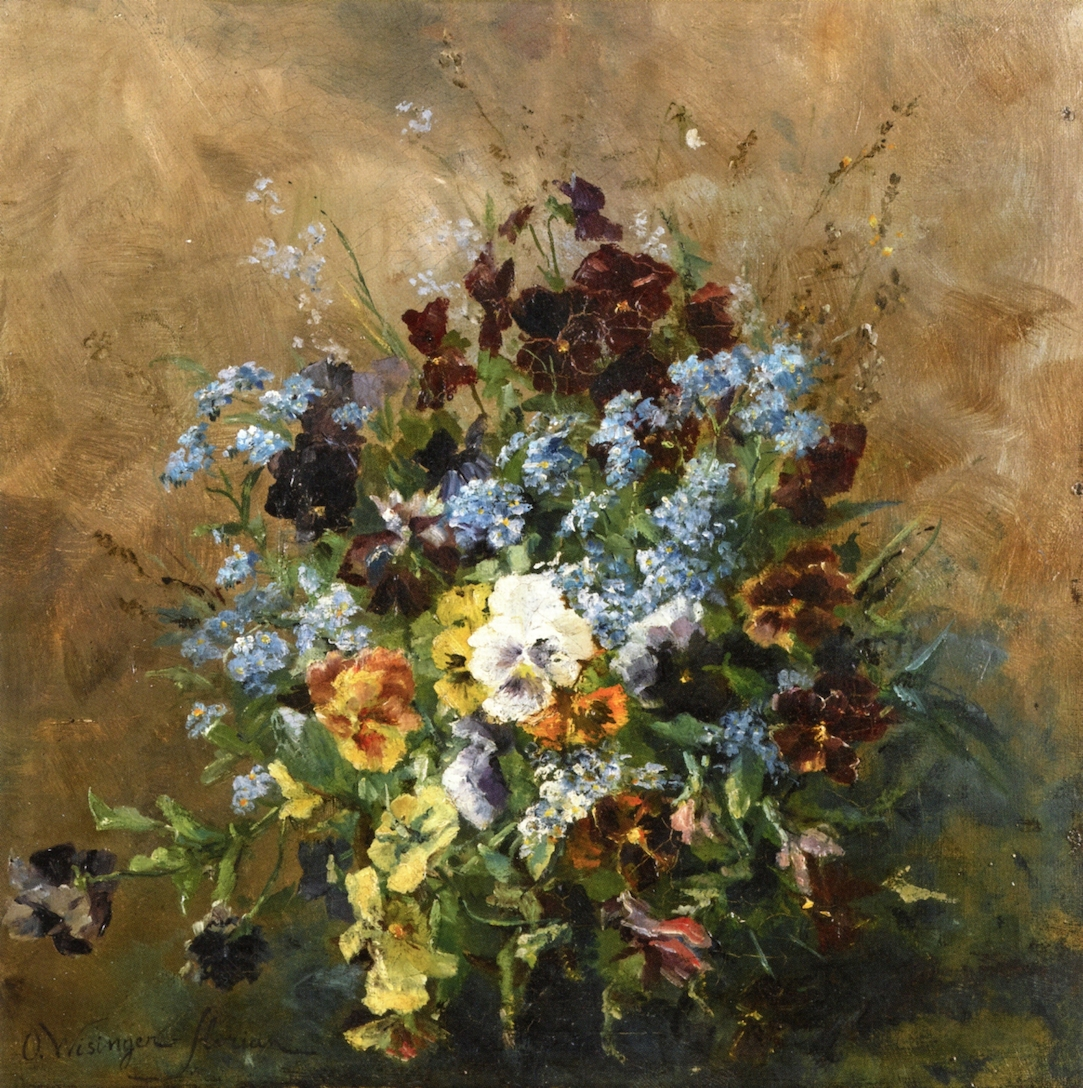
Букет с анютиными глазками
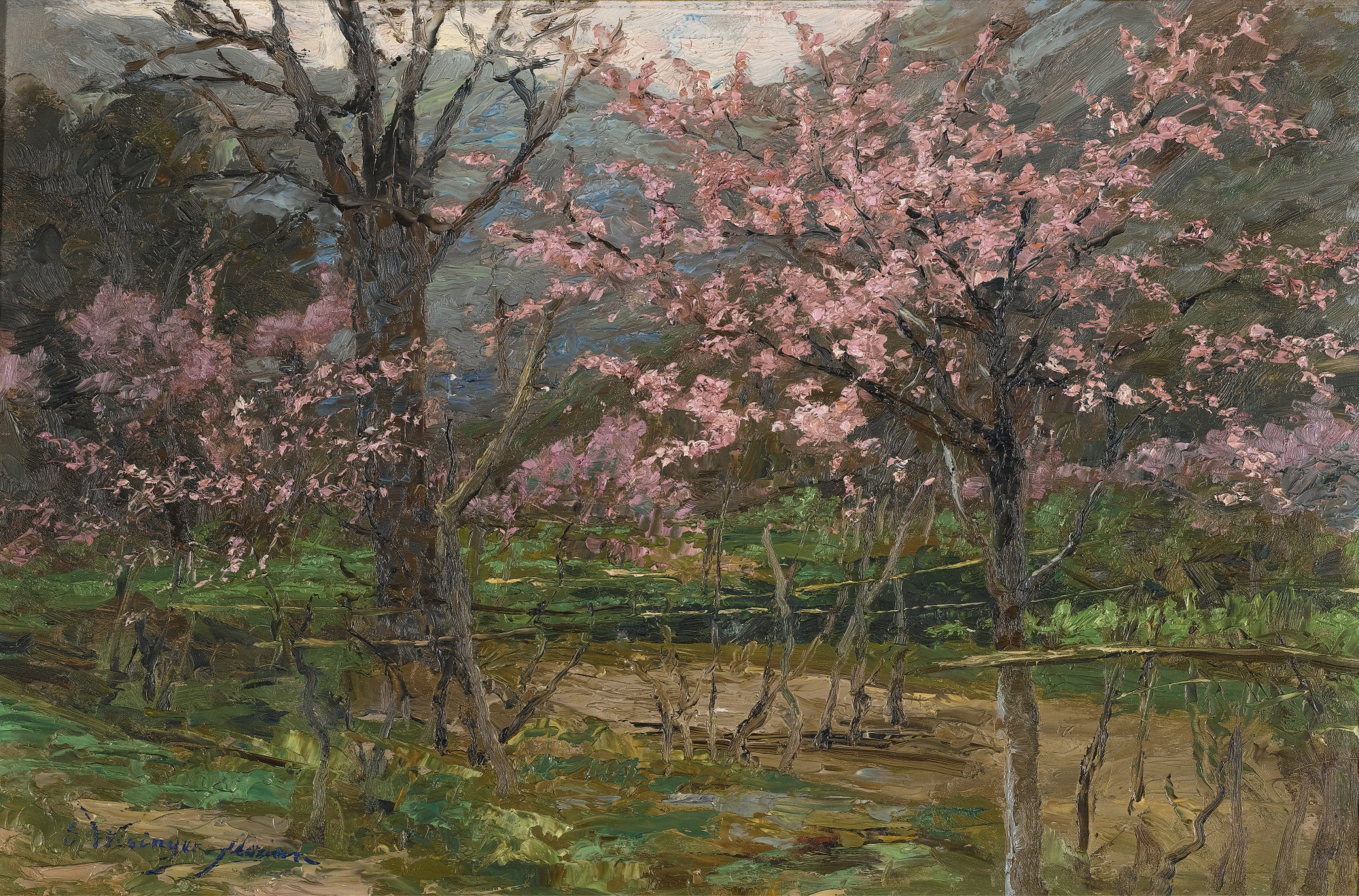
Цветущая весна
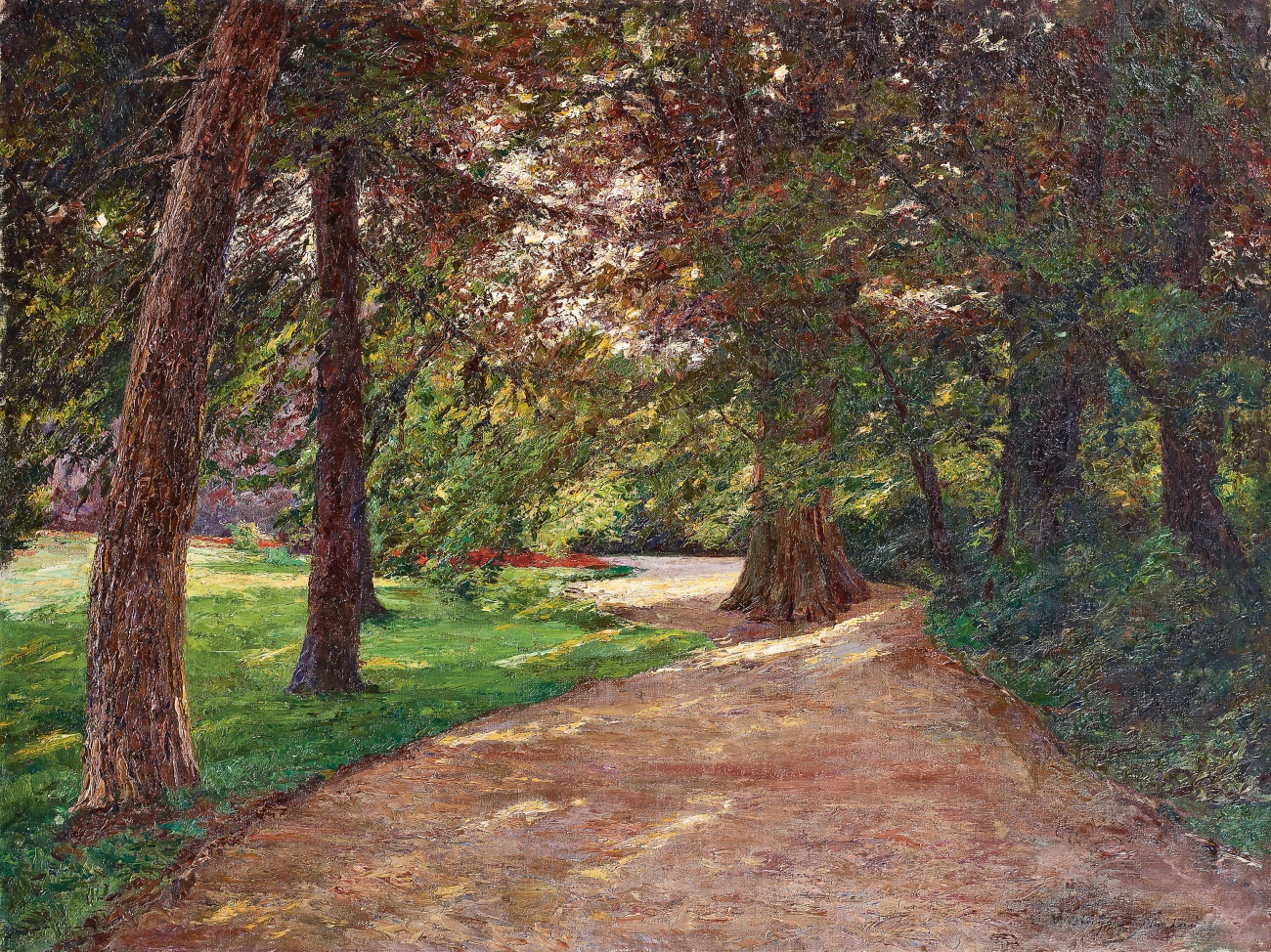
В парке
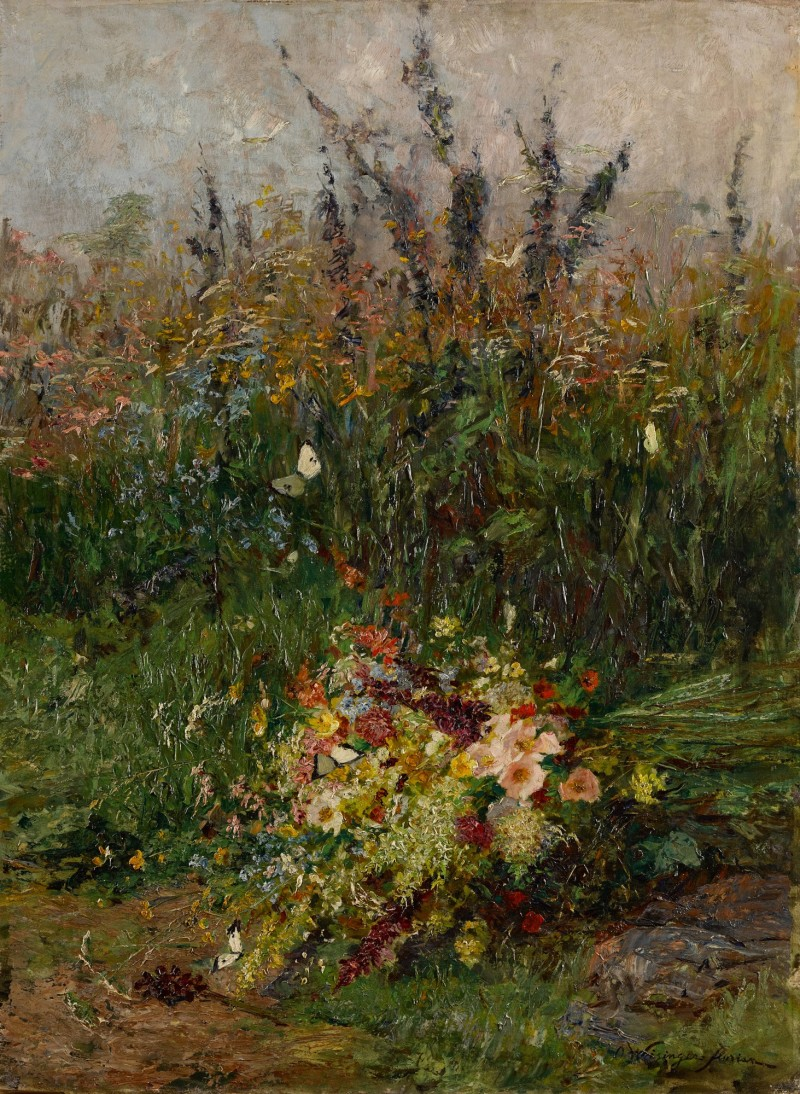
Букет полевых цветов
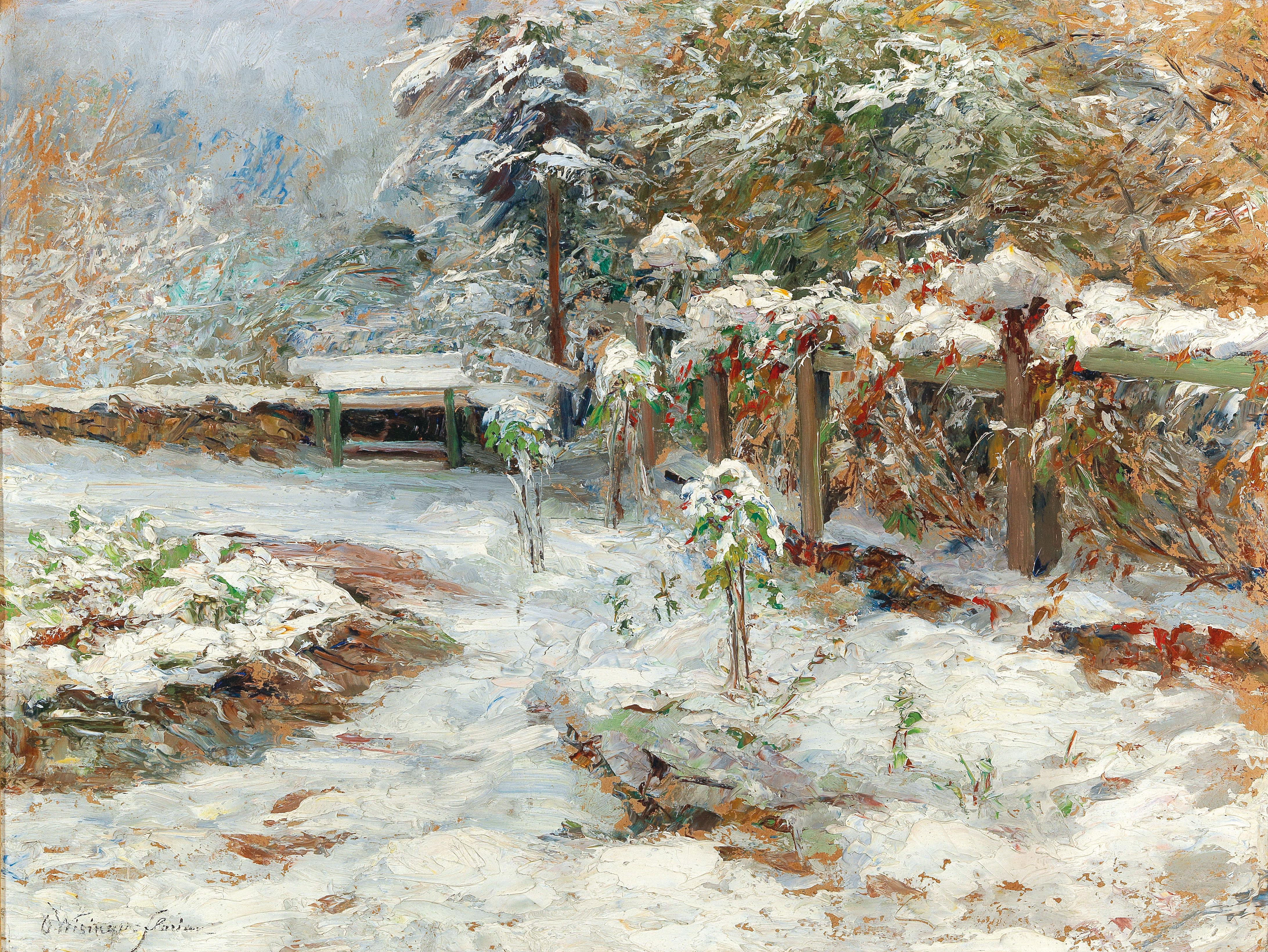
Октябрский снег в саду
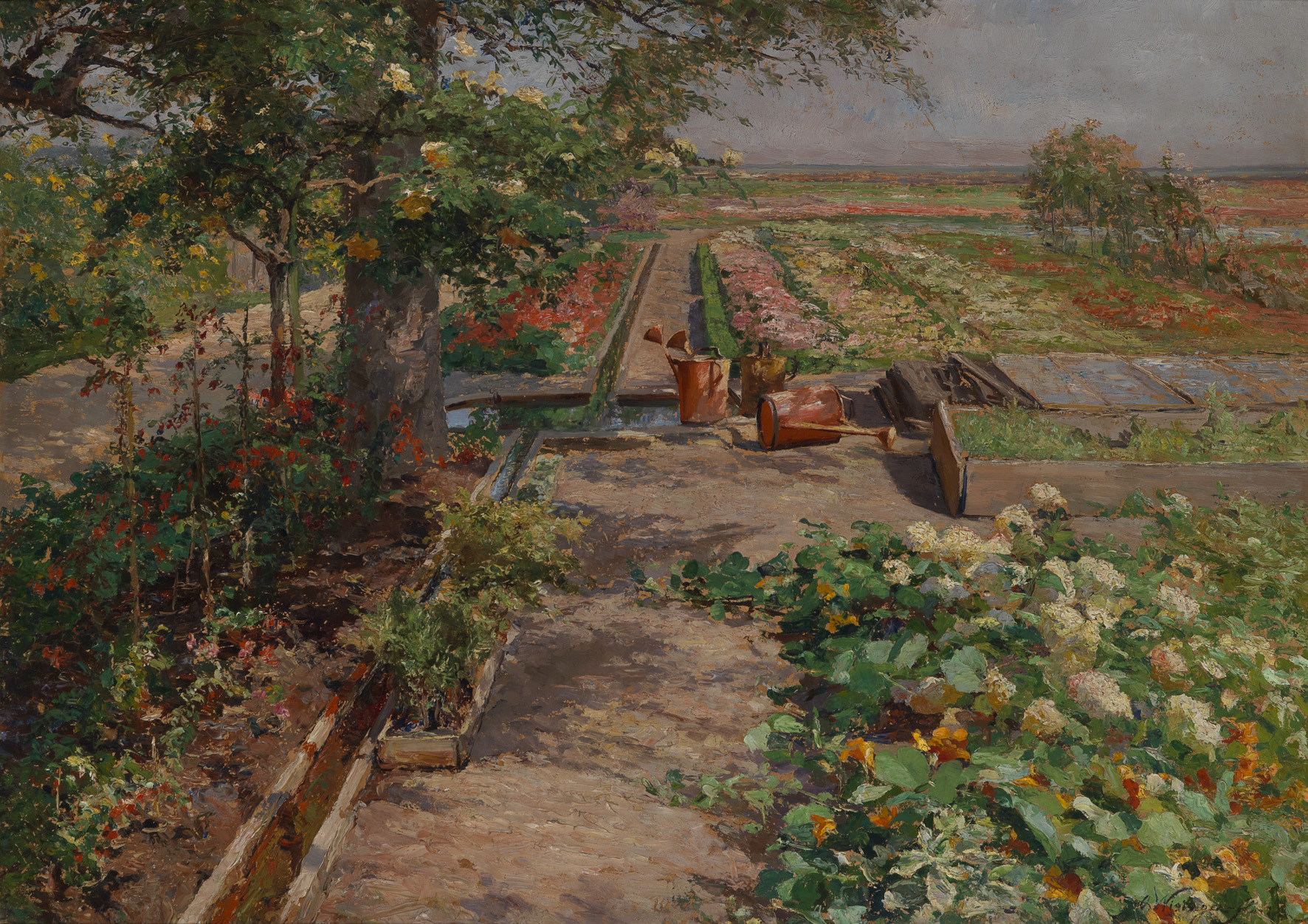
В саду
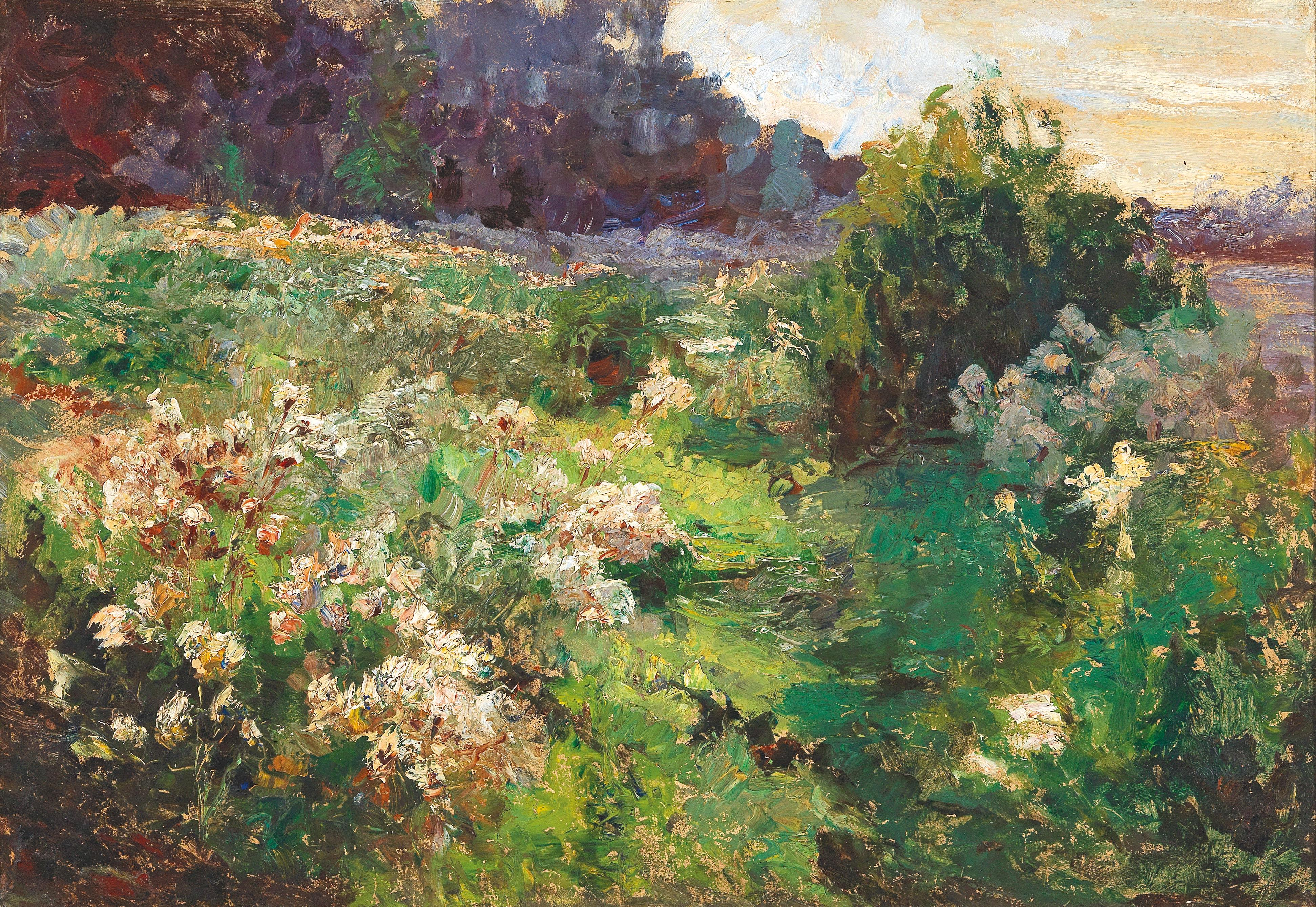
Луг
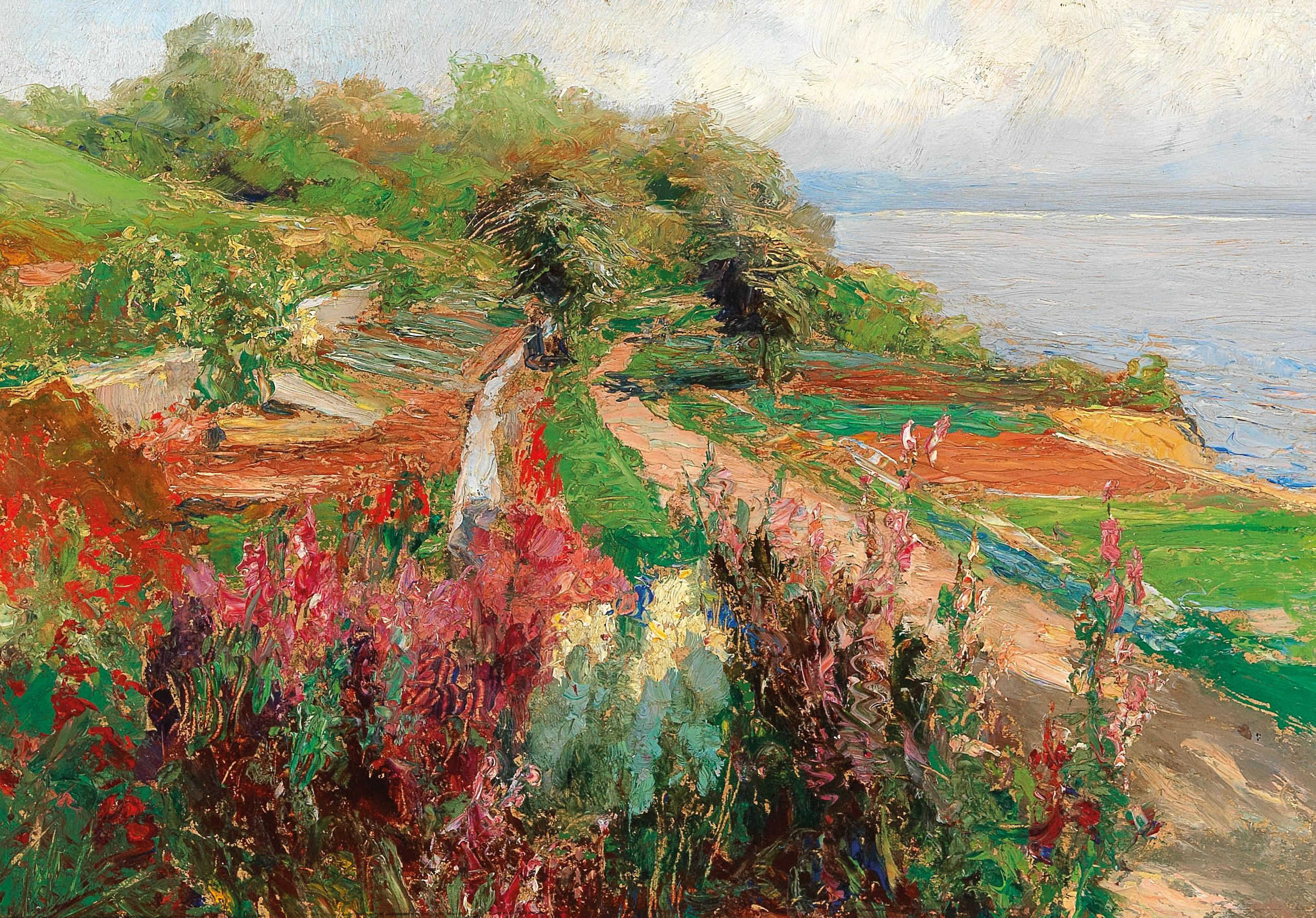
Цветы на побережье
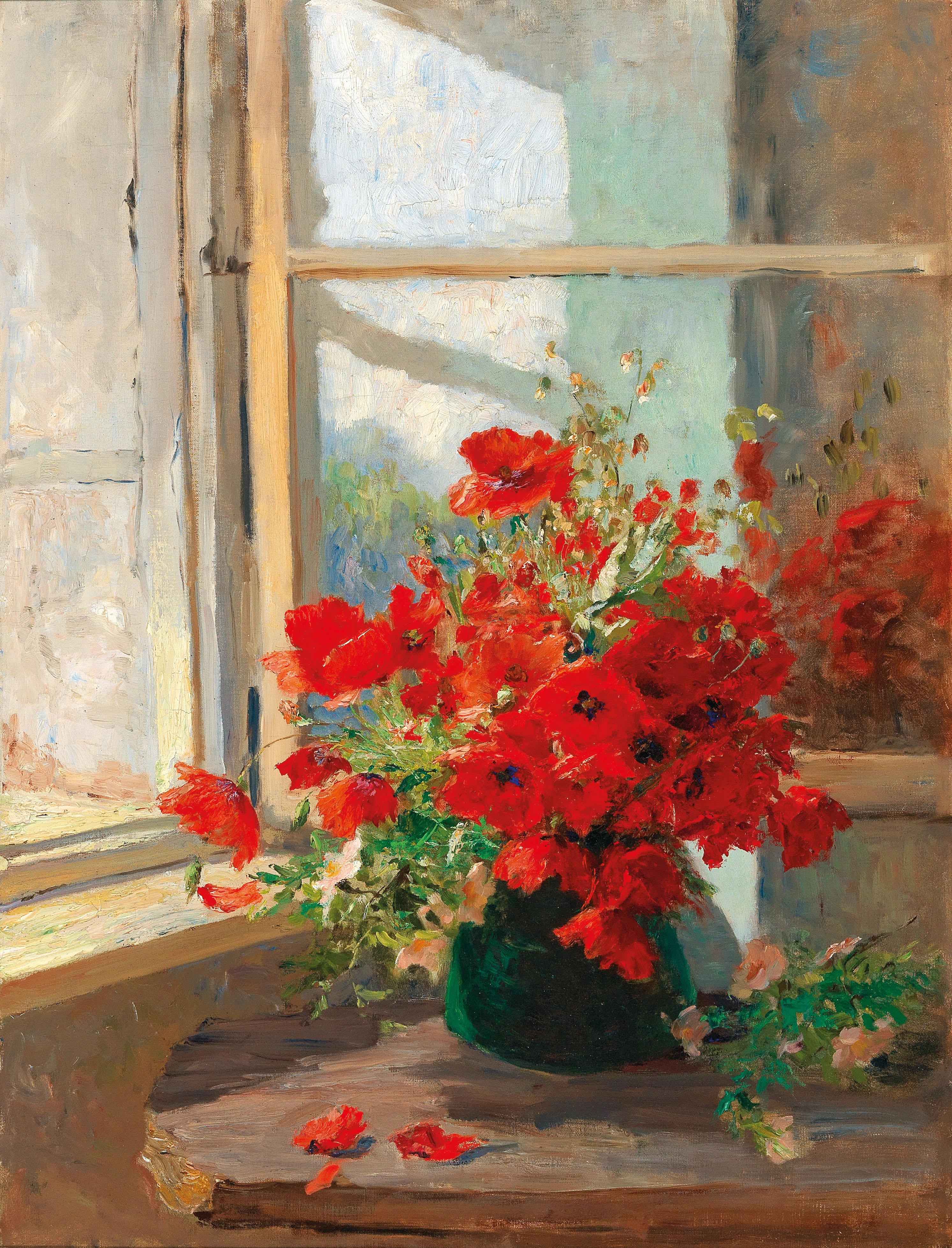
Букет маков летом у открытого окна